# Sobarocephala sabroskyi
Sobarocephala sabroskyi är en tvåvingeart som beskrevs av Soos 1963. Sobarocephala sabroskyi ingår i släktet Sobarocephala och familjen träflugor.
Artens utbredningsområde är Paraguay. Inga underarter finns listade i Catalogue of Life.